# Motion Picture
Motion Picture è il decimo album in studio del gruppo di musica elettronica svizzero Yello, pubblicato nel 1999.

## Tracce
1. Get On – 4:27
2. Houdini – 4:15
3. Prisoner of His Mind – 4:06
4. Distant Mirror – 5:17
5. Time Freeze – 5:05
6. Croissant Bleu – 3:24
7. Liquid Lies – 3:15
8. Squeeze Please – 3:14
9. Shake And Shiver – 4:50
10. Bubbling Under – 5:13
11. Point Blank – 6:13
12. Cyclops – 4:27